# Siergiej Basow
Siergiej Władimirowicz Basow (ros. Сергей Владимирович Басов, ur. 4 marca 1963 w Moskwie) – rosyjski piłkarz występujący na pozycji napastnika.

## Kariera klubowa
Wychowanek szkółki piłkarskiej FSzM Moskwa. Karierę na poziomie seniorskim rozpoczął w 1980 roku w CSKA Moskwa. W barwach tego klubu rozegrał jeden mecz w Wyższej Lidze ZSRR, kiedy to 6 listopada 1983 w spotkaniu przeciwko Dinamo Tbilisi (0:1) wszedł na boisko w 68. minucie za Jurija Czesnokowa. Po spadku CSKA z radzieckiej ekstraklasy w sezonie 1984 odszedł z zespołu i został zawodnikiem Sokoła Saratów. W latach 1985–1991 występował z tym klubem na poziomie Wtorajej Ligi ZSRR. W sezonie 1987 wypożyczono go na jedną rundę do drugoligowego Lokomotiwu Moskwa, gdzie nie rozegrał żadnego ligowego spotkania. Po rozpadzie Związku Radzieckiego i przeprowadzonej w związku z tym reorganizacji rozgrywek ligowych jego Sokół Saratów otrzymał przed sezonem 1992 miejsce w Pierwej Lidze.
Latem 1992 roku Basow przeniósł się do Śląska Wrocław prowadzonego przez Ryszarda Urbanka. 8 sierpnia 1992 zadebiutował w I lidze w meczu z Szombierkami Bytom (3:3), w którym zdobył bramkę. Sezon 1992/93 zakończył zdobyciem 12 goli w 31 ligowych spotkaniach. Od sezonu 1993/94 występował ze Śląskiem w II lidze, w której strzelił w 23 meczach 2 bramki. Ogółem w 58 spotkaniach we wszystkich rozgrywkach zdobył 19 goli. Uznawany jest za jednego z najlepszych zagranicznych piłkarzy w historii klubu. Do marca 2014 roku, kiedy to wyprzedził go Marco Paixão, był najskuteczniejszym obcokrajowcem w barwach Śląska. W latach 1994–1995 Basow ponownie był graczem Sokoła Saratów (Pierwaja Liga). Następnie występował w Lokomotiwie Liski (awans do Wtorajej Ligi w sezonie 1995) oraz Salucie Saratów, w którym w 1999 roku zakończył karierę piłkarską.